# Roy Hamilton
Roy Hamilton (16 april 1929 - 20 juli 1969) was een Amerikaans zanger die van 1949 tot 1969 actief was. Hij scoorde enkele hits in de Verenigde Staten, zoals You Can Have Her en Don't Let Go uit 1958 en 1961. Hamilton was een van de grootste invloeden op de vroege carrière van Elvis Presley. Op 22 januari 1969 ontmoetten Roy Hamilton en Elvis Presley voor het eerst in de 'American Sound Studios' in Memphis. Een paar maanden na deze ontmoeting stierf Hamilton aan de gevolgen van een beroerte.
Enkele nummers zijn gebruikt voor de radioprogrammering in het computerspel Mafia II. In 2010
Hamilton kreeg in 2010 een plaats in de Georgia Music Hall of Fame.

## Discografie
| Jaar | Titel                                         |
| ---- | --------------------------------------------- |
| 1954 | "You'll Never Walk Alone"                     |
| 1954 | "I'm Gonna Sit Right Down and Cry (Over You)" |
| 1954 | "If I Loved You"                              |
| 1954 | "Ebb Tide"                                    |
| 1954 | "Hurt"                                        |
| 1955 | "Unchained Melody"                            |
| 1955 | "Forgive This Fool"                           |
| 1955 | "Without a Song"                              |
| 1955 | "Everybody's Got A Home"                      |
| 1957 | "So Long"                                     |
| 1958 | "Don't Let Go"                                |
| 1958 | "Pledging My Love"                            |
| 1959 | "I Need Your Lovin'"                          |
| 1959 | "Time Marches On"                             |
| 1961 | "You're Gonna Need Magic"                     |
| 1961 | "You Can Have Her"                            |